# Colonia Cuauhtémoc, Michoacán de Ocampo
Colonia Cuauhtémoc är en ort i Mexiko.   Den ligger i kommunen Sahuayo och delstaten Michoacán de Ocampo, i den centrala delen av landet, 400 km väster om huvudstaden Mexico City. Colonia Cuauhtémoc ligger 1 535 meter över havet och antalet invånare är 522.
Terrängen runt Colonia Cuauhtémoc är kuperad åt sydväst, men åt nordost är den platt. Runt Colonia Cuauhtémoc är det ganska glesbefolkat, med 47 invånare per kvadratkilometer. Närmaste större samhälle är Jiquílpan de Juárez, 2,5 km söder om Colonia Cuauhtémoc. I omgivningarna runt Colonia Cuauhtémoc växer huvudsakligen savannskog.